# Circunscripción electoral de Asturias

Circunscripción de Asturias
Cortes Generales* Congreso: 7 diputados (de 350)
- Senado: 4 senadores (de 266)

Asturias es una de las 52 circunscripciones electorales utilizadas como distritos electorales desde 1977 para la Cámara Baja de las Cortes Generales de España, el Congreso de los Diputados, y una de las 59 de la Cámara Alta, el Senado.

## Ámbito de la circunscripción y sistema electoral
En virtud de los artículos 68.2 y 69.2 de la Constitución Española de 1978 la circunscripción electoral para el caso de Asturias es la provincia. El voto es sobre la base de sufragio universal secreto. En virtud del artículo 12 de la constitución, la edad mínima para votar es de 18 años.
En el caso del Congreso de los Diputados, el sistema electoral utilizado es a través de una lista cerrada con representación proporcional y con escaños asignados usando el método D'Hondt. Solo las listas electorales con el 3 % o más de todos los votos válidos emitidos, incluidos los votos «en blanco», es decir, para «ninguna de las anteriores», se pueden considerar para la asignación de escaños. En el caso del Senado, el sistema electoral sigue el escrutinio mayoritario plurinominal. Se eligen cuatro senadores y los partidos pueden presentar un máximo de tres candidatos. Cada elector puede escoger hasta tres senadores, pertenezcan o no a la misma lista. Los cuatro candidatos más votados son elegidos.
En las elecciones autonónomicas se divide en tres circunscripciones electorales. En todas ellas se utiliza un sistema proporcional utilizando el método D'Hontd con listas cerradas.

## Elegibilidad
El artículo 67.1 de la Constitución española prohíbe ser simultáneamente miembro del Congreso de los Diputados y de un parlamento autonómico, lo que significa que los candidatos deben renunciar al cargo si son elegidos para un parlamento autonómico. No existe incompatibilidad similar en el caso de los senadores. El artículo 70 aplica también la inelegibilidad a los magistrados, jueces y fiscales en activo, Defensor del Pueblo, militares en servicio, los agentes de policía en activo y los miembros del tribunal constitucional y juntas electorales.

## Número de diputados
En las elecciones generales de 1977, 1979 y 1982 se eligieron en la entonces denominada provincia de Oviedo 10 diputados. Esa cifra se redujo a 9 en las elecciones generales de 1986. Perdió un nuevo escaño en 2004, quedando en 8 escaños. En las de 2019, Asturias pierde un nuevo diputado, quedando su representación en el Congreso de los Diputados reducida a 7 escaños.
En virtud de la ley electoral española, todas las provincias tienen derecho a un mínimo de 2 escaños, con los 248 escaños restantes prorrateados de acuerdo a la población. Esta normativa se explican detalladamente en la ley electoral de 1985 (Ley Orgánica del Régimen Electoral General). El efecto práctico de esta ley ha sido la de las provincias de menos población estén sobrerrepresentadas a expensas de las provincias más pobladas.
En 2008 por ejemplo en España había 35 073 179 votantes, lo que da un ratio de 100 209 votantes por diputado. Sin embargo en Asturias el número de votantes por diputado fue de 122 685. Los menores ratios se encuentran en las provincias menos pobladas, con 38 071 y 38 685 respectivamente para Teruel y Soria.

## Congreso de los Diputados

### Diputados obtenidos por partido (1977-2023)
| Candidatura            | Candidatura      | 1977 | 1979 | 1982 | 1986 | 1989 | 1993 | 1996 | 2000 | 2004 | 2008 | 2011 | 2015 | 2016 | 2019 (I) | 2019 (II) | 2023 |
| ---------------------- | ---------------- | ---- | ---- | ---- | ---- | ---- | ---- | ---- | ---- | ---- | ---- | ---- | ---- | ---- | -------- | --------- | ---- |
|                        | PSOE             | 4    | 4    | 6    | 5    | 4    | 4    | 4    | 3    | 4    | 4    | 3    | 2    | 2    | 3        | 3         | 2    |
|                        | Partido Popular  | 1*   | 1*   | 3*   | 2*   | 3    | 4    | 4    | 5    | 4    | 4    | 3    | 3    | 3    | 1        | 2         | 3    |
|                        | Foro Asturias    |      |      |      |      |      |      |      |      |      |      | 1    | 3    | 3    | 1        | 2         |      |
|                        | Izquierda Unida  | 1*   | 1*   | 1*   | 1    | 1    | 1    | 1    | 1    | 0    | 0    | 1    | 0    | 2*   | 1*       | 1*        | 1    |
|                        | Podemos          |      |      |      |      |      |      |      |      |      |      |      | 2    | 2*   | 1*       | 1*        | 1    |
|                        | Movimiento Sumar |      |      |      |      |      |      |      |      |      |      |      |      |      |          |           | 1    |
|                        | Vox              |      |      |      |      |      |      |      |      |      |      |      | 0    | 0    | 1        | 1         | 1    |
|                        | Ciudadanos       |      |      |      |      |      |      |      |      |      |      |      | 1    | 1    | 1        | 0         |      |
| Partidos desaparecidos |                  |      |      |      |      |      |      |      |      |      |      |      |      |      |          |           |      |
|                        | UCD              | 4    | 4    |      |      |      |      |      |      |      |      |      |      |      |          |           |      |
|                        | CDS              |      |      |      | 1    | 1    |      |      |      |      |      |      |      |      |          |           |      |
| Total                  | Total            | 10   | 10   | 10   | 9    | 9    | 9    | 9    | 9    | 8    | 8    | 8    | 8    | 8    | 7        | 7         | 7    |

- En las Elecciones generales de abril de 2019, Izquierda Unida (IU) y Podemos se presentaron en coalición como Unidas Podemos (PODEMOS-IU-EQUO).

## Diputados elegidos

### Diputados elegidos para la Legislatura Constituyente (1977-1979)
| Partidos y coaliciones | Partidos y coaliciones                   | Votos   | %       | Escaños | Miembros electos                                                                                  |
| ---------------------- | ---------------------------------------- | ------- | ------- | ------- | ------------------------------------------------------------------------------------------------- |
|                        | Partido Socialista Obrero Español (PSOE) | 182.850 | 31,84 % | 4       | Luis Gómez Llorente Emilio Barbón Martínez Honorio Díaz Díaz José Manuel Palacio Álvarez          |
|                        | Unión de Centro Democrático (UCD)        | 177.843 | 30,87 % | 4       | Alfredo Prieto Valiente, Emilio García-Pumarino Ramos, Luis Vega y Escandón, Ricardo León Herrero |
|                        | Alianza Popular (AP)                     | 77.932  | 13,53 % | 1       | Juan Luis de la Vallina Velarde                                                                   |
|                        | Partido Comunista de España (PCE)        | 60.297  | 10,47 % | 1       | Dolores Ibárruri Gómez                                                                            |

### Diputados elegidos para la I Legislatura (1979-1982)
| Partidos y coaliciones | Partidos y coaliciones                   | Votos   | %       | Escaños | Miembros electos                                                                                            |
| ---------------------- | ---------------------------------------- | ------- | ------- | ------- | --- |
|                        | Partido Socialista Obrero Español (PSOE) | 200 346 | 37,28 % | 4       | Luis Gómez Llorente, Pedro de Silva Cienfuegos-Jovellanos, Jesús Sanjurjo González, Avelino Pérez Fernández |
|                        | Unión de Centro Democrático (UCD)        | 177 459 | 33,02 % | 4       | Rafael Calvo Ortega, Emilio García-Pumarino Ramos, Luis Vega y Escandón, Ricardo León Herrero               |
|                        | Partido Comunista de España (PCE)        | 73 744  | 13,72 % | 1       | Horacio Fernández Inguanzo                                                                                  |
|                        | Coalición Democrática (CD)               | 46 365  | 8,63 %  | 1       | Juan Luis de la Vallina Velarde                                                                             |

### Diputados elegidos para la II Legislatura (1982-1986)
| Partidos y coaliciones | Partidos y coaliciones                             | Votos   | %       | Escaños | Miembros electos |
| ---------------------- | -------------------------------------------------- | ------- | ------- | ------- | --- |
|                        | Partido Socialista Obrero Español (PSOE)           | 339 575 | 52,13 % | 6       | Pedro de Silva Cienfuegos-Jovellanos*, Luis Martínez Noval, Marcelo Palacios Alonso, Álvaro Cuesta Martínez, Francisco González Zapico, Ludivina García Arias |
|                        | Alianza Popular-Partido Demócrata Popular (AP-PDP) | 181 965 | 27,94 % | 3       | Juan Luis de la Vallina Velarde (AP), José Arturo Corte Mier (AP), Luis Vega Escandón (PDP)                                                                   |
|                        | Partido Comunista de España (PCE)                  | 53 017  | 8,14 %  | 1       | Horacio Fernández Inguanzo |

*sustituido en mayo de 1983 por José Manuel González García

### Diputados elegidos para la III Legislatura (1986-1989)
| Partidos y coaliciones | Partidos y coaliciones                   | Votos   | %       | Escaños | Miembros electos |
| ---------------------- | ---------------------------------------- | ------- | ------- | ------- | --- |
|                        | Partido Socialista Obrero Español (PSOE) | 278 946 | 45,99 % | 5       | Luis Martínez Noval, Marcelo Palacios Alonso, Álvaro Cuesta Martínez, Francisco González Zapico, José Manuel González García |
|                        | Coalición Popular (CP)                   | 165 071 | 27,22 % | 2       | Francisco Álvarez-Cascos Fernández (AP), Juan Luis de la Vallina Velarde (AP)                                                |
|                        | Centro Democrático y Social (CDS)        | 79 788  | 13,16 % | 1       | Alejandro Rebollo Álvarez-Amandi                                                                                             |
|                        | Izquierda Unida (IU)                     | 55 881  | 9,21 %  | 1       | Manuel García Fonseca |

### Diputados elegidos para la IV Legislatura (1989-1993)
| Partidos y coaliciones | Partidos y coaliciones                   | Votos   | %       | Escaños | Miembros electos                                                                                  |
| ---------------------- | ---------------------------------------- | ------- | ------- | ------- | ------------------------------------------------------------------------------------------------- |
|                        | Partido Socialista Obrero Español (PSOE) | 248 584 | 40,56 % | 4       | Luis Martínez Noval, Marcelo Palacios Alonso, Álvaro Cuesta Martínez, José Manuel González García |
|                        | Partido Popular (PP)                     | 162 590 | 26,53 % | 3       | Francisco Álvarez-Cascos Fernández, Juan Luis de la Vallina Velarde, Pedro Martínez Arévalo       |
|                        | Izquierda Unida (IU)                     | 95 494  | 15,58 % | 1       | Manuel García Fonseca                                                                             |
|                        | Centro Democrático y Social (CDS)        | 76 643  | 12,51 % | 1       | Alejandro Rebollo Álvarez-Amandi                                                                  |

### Diputados elegidos para la V Legislatura (1993-1996)
| Partidos y coaliciones | Partidos y coaliciones                   | Votos   | %       | Escaños | Miembros electos |
| ---------------------- | ---------------------------------------- | ------- | ------- | ------- | --- |
|                        | Partido Socialista Obrero Español (PSOE) | 271.877 | 39,32 % | 4       | Luis Martínez Noval, Marcelo Palacios Alonso, Álvaro Cuesta Martínez, José Manuel González García                                  |
|                        | Partido Popular (PP)                     | 258.355 | 37,37 % | 4       | Francisco Álvarez-Cascos Fernández, Mercedes Fernández González, Antonio Landeta y Álvarez-Valdés, Juan Luis de la Vallina Velarde |
|                        | Izquierda Unida (IU)                     | 106.757 | 15,44 % | 1       | Manuel García Fonseca* |

*sustituido en septiembre de 1995 por Mariano César Santiso del Valle.

### Diputados elegidos para la VI Legislatura (1996-2000)
| Partidos y coaliciones | Partidos y coaliciones                   | Votos   | %       | Escaños | Miembros electos |
| ---------------------- | ---------------------------------------- | ------- | ------- | ------- | --- |
|                        | Partido Popular (PP)                     | 297.079 | 41,03 % | 4       | Francisco Álvarez-Cascos Fernández, Mercedes Fernández González, Alicia Castro Masaveu, Antonio Landeta Álvarez-Valdés |
|                        | Partido Socialista Obrero Español (PSOE) | 288.558 | 39,85 % | 4       | Luis Martínez Noval, Gustavo Suárez Pertierra, Álvaro Cuesta Martínez, Javier Fernández Fernández*                     |
|                        | Izquierda Unida                          | 112.339 | 15,51 % | 1       | Mariano César Santiso del Valle                                                                                        |

*sustituido por José Alberto Pérez Cueto el 22 de julio de 1999.

### Diputados elegidos para la VII Legislatura (2000-2004)
| Partidos y coaliciones | Partidos y coaliciones                   | Votos   | %       | Escaños | Miembros electos |
| ---------------------- | ---------------------------------------- | ------- | ------- | ------- | --- |
|                        | Partido Popular (PP)                     | 302.626 | 46,33 % | 5       | Francisco Álvarez-Cascos Fernández, Alicia Castro Masaveu, Mercedes Fernández González*, Isidro Fernández Rozada, Juan Ángel Bustillo Gutiérrez |
|                        | Partido Socialista Obrero Español (PSOE) | 241.830 | 37,02 % | 3       | Luis Martínez Noval**, Ludivina García Arias, Celestino Suárez González                                                                         |
|                        | Izquierda Unida (IU)                     | 67.024  | 10,26 % | 1       | Gaspar Llamazares Trigo |

*sustituida en mayo del 2000 por Gervasio Acevedo Fernández
**sustituido en diciembre de 2000 por Álvaro Cuesta Martínez

### Diputados elegidos para la VIII Legislatura (2004-2008)
| Partidos y coaliciones | Partidos y coaliciones                   | Votos   | %       | Escaños | Miembros electos                                                                                                  |
| ---------------------- | ---------------------------------------- | ------- | ------- | ------- | --- |
|                        | Partido Popular (PP)                     | 300.791 | 43,89 % | 4       | Alicia Castro Masaveu, Isidro Fernández Rozada, Leopoldo Bertrand de la Riera, José Avelino Sánchez Menéndez      |
|                        | Partido Socialista Obrero Español (PSOE) | 295.787 | 43,16 % | 4       | Álvaro Cuesta Martínez, María Luisa Carcedo Roces, Celestino Suárez González, María Virtudes Monteserín Rodríguez |

### Diputados elegidos para la IX Legislatura (2008-2011)
| Partidos y coaliciones | Partidos y coaliciones                   | Votos   | %       | Escaños | Miembros electos                                                                                                   |
| ---------------------- | ---------------------------------------- | ------- | ------- | ------- | --- |
|                        | Partido Socialista Obrero Español (PSOE) | 326.477 | 46,93 % | 4       | Álvaro Cuesta Martínez, María Luisa Carcedo Roces*, Celestino Suárez González, María Virtudes Monteserín Rodríguez |
|                        | Partido Popular (PP)                     | 289.305 | 41,58 % | 4       | Gabino de Lorenzo Ferrera**, Isidro Fernández Rozada, María del Pilar Fernández Pardo, Jaime Reinares García       |

*sustituida en mayo de 2008 por Hugo Alfonso Morán Fernández.
**no tomó posesión; sustituido por María del Carmen Rodríguez Maniega

### Diputados elegidos para la X Legislatura (2011-2016)
| Partidos y coaliciones | Partidos y coaliciones                   | Votos   | %       | Escaños | Miembros electos                                                                                  |
| ---------------------- | ---------------------------------------- | ------- | ------- | ------- | ------------------------------------------------------------------------------------------------- |
|                        | Partido Popular (PP)                     | 222.179 | 35,41 % | 3       | María Mercedes Fernández González*, Ovidio Sánchez Díaz, María del Carmen Rodríguez Maniega       |
|                        | Partido Socialista Obrero Español (PSOE) | 183.170 | 29,19 % | 3       | Antonio Ramón María Trevín Lombán, María Luisa Carcedo Roces, María Virtudes Monteserín Rodríguez |
|                        | Foro de Ciudadanos (FAC)                 | 92.549  | 14,75 % | 1       | Enrique Álvarez Sostres                                                                           |
|                        | Izquierda Unida (IU)                     | 83.312  | 13,27 % | 1       | Gaspar Llamazares Trigo                                                                           |

*sustituida en febrero de 2012 por María de los Ángeles Fernández-Ahúja García.

### Diputados elegidos para la XI Legislatura (2015-2016)
| Partidos y coaliciones | Partidos y coaliciones                    | Votos   | %       | Escaños | Miembros electos                                                                            |
| ---------------------- | ----------------------------------------- | ------- | ------- | ------- | ------------------------------------------------------------------------------------------- |
|                        | Partido Popular - Foro Asturias (PP-Foro) | 186.586 | 30,15 % | 3       | Susana López Ares (PP), Isidro Manuel Martínez Oblanca (Foro), José Ramón García Cañal (PP) |
|                        | Partido Popular - Foro Asturias (PP-Foro) | 186.586 | 30,15 % | 3       | Susana López Ares (PP), Isidro Manuel Martínez Oblanca (Foro), José Ramón García Cañal (PP) |
|                        | Partido Socialista Obrero Español (PSOE)  | 144.017 | 23,27 % | 2       | Adriana Lastra Fernández, Antonio Ramón María Trevín Lombán                                 |
|                        | Podemos                                   | 132.007 | 21,33 % | 2       | Sofía Fernández Castañón Segundo González García                                            |
|                        | Ciudadanos (Cs)                           | 83.885  | 13,56 % | 1       | José Ignacio Prendes Prendes                                                                |

### Diputados elegidos para la XII Legislatura (2016-2019)
| Partidos y coaliciones | Partidos y coaliciones                     | Votos   | %       | Escaños | Miembros electos                                                                            |
| ---------------------- | ------------------------------------------ | ------- | ------- | ------- | ------------------------------------------------------------------------------------------- |
|                        | Partido Popular - Foro Asturias (PP-Foro)  | 207.811 | 35,28 % | 3       | Susana López Ares (PP), Isidro Manuel Martínez Oblanca (Foro), José Ramón García Cañal (PP) |
|                        | Partido Popular - Foro Asturias (PP-Foro)  | 207.811 | 35,28 % | 3       | Susana López Ares (PP), Isidro Manuel Martínez Oblanca (Foro), José Ramón García Cañal (PP) |
|                        | Partido Socialista Obrero Español (PSOE)   | 146.336 | 24,84 % | 2       | Adriana Lastra Fernández, Antonio Ramón María Trevín Lombán                                 |
|                        | Unidos Podemos (Podemos-IU-Equo-IAS-CLIAS) | 140.058 | 23,78 % | 2       | Sofía Fernández Castañón Segundo González García                                            |
|                        | Ciudadanos (Cs)                            | 74.370  | 12,63 % | 1       | José Ignacio Prendes Prendes                                                                |

### Diputados elegidos para la XIII Legislatura (2019-2019)
| Partidos y coaliciones | Partidos y coaliciones                     | Votos   | %       | Escaños | Miembros electos                                                    |
| ---------------------- | ------------------------------------------ | ------- | ------- | ------- | ------------------------------------------------------------------- |
|                        | Partido Socialista Obrero Español (PSOE)   | 205.916 | 33,13   | 3       | Adriana Lastra Fernández, María Luisa Carcedo, Roberto García Morís |
|                        | Partido Popular - Foro Asturias (PP-Foro)  | 111.341 | 17,91 % | 2       | Paloma Gázquez Collado (PP), Isidro Manuel Martínez Oblanca (Foro), |
|                        | Partido Popular - Foro Asturias (PP-Foro)  | 111.341 | 17,91 % | 2       | Paloma Gázquez Collado (PP), Isidro Manuel Martínez Oblanca (Foro), |
|                        | Unidos Podemos (Podemos-IU-Equo-IAS-CLIAS) | 106.630 | 17,15 % | 1       | Sofía Fernández Castañón (Podemos)                                  |
|                        | Ciudadanos (Cs)                            | 103.864 | 16,71 % | 1       | Ignacio Prendes                                                     |
|                        | Vox                                        | 71.454  | 11,49 % | 1       | José María Figaredo                                                 |

### Diputados elegidos para la XIV Legislatura (2019-2023)
| Partidos y coaliciones | Partidos y coaliciones                     | Votos   | %       | Escaños | Miembros electos                                                    |
| ---------------------- | ------------------------------------------ | ------- | ------- | ------- | ------------------------------------------------------------------- |
|                        | Partido Socialista Obrero Español (PSOE)   | 186.211 | 33,69 % | 3       | Adriana Lastra Fernández, María Luisa Carcedo, Roberto García Morís |
|                        | Partido Popular - Foro Asturias (PP-Foro)  | 129.945 | 23,51 % | 2       | Paloma Gázquez Collado (PP), Isidro Manuel Martínez Oblanca (Foro), |
|                        | Partido Popular - Foro Asturias (PP-Foro)  | 129.945 | 23,51 % | 2       | Paloma Gázquez Collado (PP), Isidro Manuel Martínez Oblanca (Foro), |
|                        | Unidos Podemos (Podemos-IU-Equo-IAS-CLIAS) | 89.301  | 16,16 % | 1       | Sofía Fernández Castañón (Podemos)                                  |
|                        | Vox                                        | 88.788  | 16,06 % | 1       | José María Figaredo                                                 |

### Diputados elegidos para la XV Legislatura (2023-act.)
| Partidos y coaliciones | Partidos y coaliciones                         | Votos   | %       | Escaños | Miembros electos                                        |
| ---------------------- | ---------------------------------------------- | ------- | ------- | ------- | ------------------------------------------------------- |
|                        | Partido Popular                                | 209.581 | 35,61 % | 3       | Esther Llamazares Mercedes Fernández Silverio Argüelles |
|                        | Partido Socialista Obrero Español (PSOE)       | 202.280 | 34,37 % | 2       | Adriana Lastra Roberto García Morís                     |
|                        | Sumar (Sumar-Podemos-IU-Equo-IAS-Más Asturias) | 87.534  | 14,87 % | 1       | Rafael Cofiño                                           |
|                        | Vox                                            | 73.438  | 12,48 % | 1       | José María Figaredo                                     |

## Senado

### Senadores obtenidos por partido (1977-2023)
| Candidatura            | Candidatura     | 1977 | 1979 | 1982 | 1986 | 1989 | 1993 | 1996 | 2000 | 2004 | 2008 | 2011 | 2015 | 2016 | 2019 (I) | 2019 (II) | 2023 |
| ---------------------- | --------------- | ---- | ---- | ---- | ---- | ---- | ---- | ---- | ---- | ---- | ---- | ---- | ---- | ---- | -------- | --------- | ---- |
|                        | PSOE            | 3    | 3    | 3    | 3    | 3    | 3    | 1    | 1    | 1    | 3    | 1    | 1    | 1    | 3        | 3         | 1    |
|                        | Partido Popular | 0*   | 0    | 1*   | 1*   | 1    | 1    | 3    | 3    | 3    | 1    | 3    | 3*   | 3*   | 1*       | 1*        | 3    |
| Partidos desaparecidos |                 |      |      |      |      |      |      |      |      |      |      |      |      |      |          |           |      |
|                        | UCD             | 1    | 1    | 0    |      |      |      |      |      |      |      |      |      |      |          |           |      |
| Total                  | Total           | 4    | 4    | 4    | 4    | 4    | 4    | 4    | 4    | 4    | 4    | 4    | 4    | 4    | 4        | 4         | 4    |

- En las Elecciones generales de 1977, el Partido Popular se presentó como Alianza Popular (AP).
- En las Elecciones generales de 1982, el Partido Popular se presentó como Alianza Popular-Partido Demócrata Popular (AP-PDP).
- En las Elecciones generales de 1986, el Partido Popular se presentó como Coalición Popular (CP).
- Desde las Elecciones generales de 2015, el Partido Popular se presenta en coalición con Foro Asturias (FAC).